# 伊曼·撒哈拉
伊曼·撒哈拉（Imene Sahraoui，1995年—）是一名阿爾及利亞帆船運動員，主攻單人小艇輻射型項目。她曾獲得非洲錦標賽女子單人小艇輻射型亞軍。

## 外部連結
- ISAF （页面存档备份，存于）